# Light & Shade
Light & Shade är ett dubbelalbum av Mike Oldfield som släpptes 26 september 2005. Unikt för detta album är att all sång är helt syntetisk.

## Låtlista

### CD 1 - "Light"
1. "Angelique" - 4:40
2. "Blackbird" - 4:39
3. "The Gate" - 4:14
4. "First Steps" - 10:02
5. "Closer" - 2:51
6. "Our Father" - 6:50
7. "Rocky" - 3:19
8. "Sunset" - 4:47

U-MYX Format
1. "Quicksilver"
2. "Our Father"
3. "Slipstream"
4. "Angelique"

### CD 2 - "Shade"
1. "Quicksilver" - 5:55
2. "Resolution" - 4:33
3. "Slipstream" - 5:15
4. "Surfing" - 5:36
5. "Tears of an Angel" - 5:38
6. "Romance" - 4:00
7. "Ringscape" - 4:22
8. "Nightshade" - 5:11